# Alan Campbell (polityk)
Sir Alan Campbell (ur. 8 lipca 1957 w Consett w hrabstwie Durham) – brytyjski polityk Partii Pracy. Od 1997 r. członek Izby Gmin z okręgu Tynemouth. W latach 2008–2010 parlamentarny podsekretarz stanu ds. zwalczania przestępczości. Od 2024 główny whip Izby Gmin (odpowiedzialny za dyscyplinę głosowania wśród posłów większości rządowej) i sekretarz parlamentarny skarbu.

## Wczesne życie
Alan Campbell urodził się w miasteczku Consett i uczęszczał do gimnazjum Blackfyne Grammar School, zanim rozpoczął studia na Uniwersytecie Lancaster, gdzie uzyskał tytuł bakałarza (BA) politologii. Studia podyplomowe ukończył na uniwersytecie w Leeds, a tytuł Master of Arts w dziedzinie historii otrzymał na Uniwersytecie Northcumbria.
Od 1981 roku pracował jako nauczyciel historii w Whitley Bay High School. Po ośmiu latach został dyrektorem sixth form (ostatnie dwie klasy szkoły średniej w Wielkiej Brytanii) w Hirst High School w Ashington, a następnie dyrektorem wydziału. Rolę tę pełnił do wyboru do Izby Gmin.

## Kariera polityczna
W wyborach parlamentarnych w 1997 roku Alan Campbell był kandydatem Partii Pracy w  okręgu wyborczym Tynemouth. Jego głównym rywalem był konserwatysta Martin Callanan, po raz trzeci ubiegający się o stanowisko w Izbie Gmin. Campbell zwyciężył zdobywając 55,4% głosów. Swoje pierwsze przemówienie w parlamencie wygłosił 2 czerwca 1997 r.
W pierwszej kadencji Campbell był członkiem komisji rachunków publicznych, a w drugiej został prywatnym sekretarzem parlamentarnym przy Ministrze Stanu w Gabinecie Gusa Macdonalda. W 2003 r. objął tę pozycję u boku Adama Ingrama w Ministerstwie Obrony. Wstąpił do rządu Tony'ego Blaira po wyborach powszechnych w 2005 roku jako asystent whipa, a rok później awansował na stanowisko pełnoprawnego whipa. 5 października 2008 r. awansował na stanowisko parlamentarnego podsekretarza stanu w Home Office. 
W wyborach powszechnych w 2010 roku Alan Campbell był jednym z nielicznych posłów Partii Pracy, którzy zostali ponownie wybrani zwiększając przy tym liczbę głosów. Po awansie Eda Milibanda na stanowisko szefa partii, Alan Campbell został mianowany zastępcą głównego whipa, zaś od 2021 był głównym whipem opozycji. 
5 lipca 2024 wszedł w skład nowo powołanego gabinetu Keira Starmera. Objął w nim stanowiska głównego whipa Izby Gmin oraz parlamentarnego sekretarza skarbu.
W 2018 został uhonorowany Odznaką Rycerza Kawalera.

## Życie prywatne
W sierpniu 1991 r. ożenił się z Jayne Lamont w Newcastle upon Tyne. Mają córkę Emily (ur. 1993) i syna Jamesa (ur. 1995).